# مورسنگ‌چشم نواری
مورسنگ‌چشم نواری (نام علمی: Thamnophilus doliatus) پرنده‌ای گنجشک‌سان از خانواده مورچه‌مرغان است. در قلمرو نوگرمسیری از تامائولیپاس، مکزیک، از طریق آمریکای مرکزی، ترینیداد و توباگو، و بخش بزرگی از آمریکای جنوبی در شرق رشته کوه‌های آند تا جنوب شمال آرژانتین، بولیوی و پاراگوئه یافت می‌شود. یک رکورد پذیرفته‌شده از جنوب تگزاس وجود دارد. در طیف گسترده‌ای از زیستگاه‌های جنگلی (حتی باغ‌ها و پارک‌ها) در مناطق نمناک و خشک یافت می‌شود. در سراسر بخش بزرگی از گسترده خود، در میان رایج‌ترین مورچه‌مرغ‌ها قرار دارد.